# La vedova nera (film 1987)
La vedova nera (Black Widow) è un film del 1987, diretto da Bob Rafelson e interpretato da Debra Winger e Theresa Russell. Racconta la vicenda di un'agente del Dipartimento di giustizia che si mette alla ricerca di una misteriosa donna che uccide mariti ricchi per appropriarsi delle loro eredità.

## Trama
L'agente speciale Alexandra Barnes sospetta che alcune morti di uomini molto ricchi non siano naturali, ma siano provocate da omicidi abilmente mascherati: una cinica e misteriosa donna, prima moglie e poi carnefice, ne sarebbe l'astuta artefice. Con tenacia, allora, Alexandra si lancia alla ricerca della presunta "vedova nera" per smascherarla. Le sue indagini la condurranno fino alle Hawaii, dove le due donne condivideranno addirittura lo stesso ricco amante. Ma l'obiettivo della vedova nera è collezionare un'altra vittima, mentre quello di Alex è salvarla dalle sue grinfie.
Sposatasi con Paul Nuytten, Catherine parte per la California, ufficialmente per curare i propri affari. Ha appena ucciso con una overdose un detective che aveva seguito Paul e Alex, fotografandoli in pose compromettenti. Alla scoperta del cadavere, la polizia locale viene contattata da Alex, la quale cerca intanto d'avvertire anche Paul del pericolo che corre: tutte le vittime della vedova nera muoiono quando l'omicida è lontana. Paul sembra non crederle, anzi, si dimostra irritato quando scopre la sua vera identità di agente dell'FBI.
All'aeroporto, scesa dal volo che la riporta da San Francisco, Catherine trova ad aspettarla il tenente di polizia che le comunica la morte del marito, ucciso da un veleno. La conclusione cui giunge la polizia è quella della colpevolezza di Alex, amante di Paul, cosa comprovata anche dalle foto ritrovate a casa sua, insieme a una bottiglia piena di veleno e al fatto che l'uomo era stato da lei il pomeriggio in cui poi è morto.
L'agente FBI viene arrestata e portata, in mezzo alla stampa impazzita dal caso, in carcere. Qui, prima di partire, viene a trovarla per l'ultima volta la sua avversaria. Ma si tratta d'una trappola: nel parlatorio appare prima Sara, la testimone di un altro omicidio della vedova nera, e poi lo stesso Paul che si è prestato a fingersi morto. Catherine viene arrestata, mentre Alex, completamente trasformata, esce dal carcere, finalmente liberata dalla sua ossessione.